# دينيسي ويندسور
دينيسي ويندسور (بالإنجليزية: Dean Windsor)‏ هو دراج أسترالي، ولد في 9 سبتمبر 1986 في باثرست في أستراليا.

## وصلات خارجية
- دينيسي ويندسور على موقع الاتحاد الدولي للدراجات (الإنجليزية)
- دينيسي ويندسور على موقع أرشيف الدراجات (الإنجليزية)
- دينيسي ويندسور على موقع إحصائيات الدراجات الإحترافية (الإنجليزية)